# Такэмия, Кэйко
Кэйко Такэмия (яп. 竹宮 惠子 Такэмия Кэйко) — мангака, работающая в области сёдзё (манги для девушек) и входившая в «Союз 24 года». Родилась в городе Токусима, живёт в Камакуре префектуры Канагава. Такэмия была одним из тех авторов, кто заложил основы жанра яой в начале 1970-х годов. В декабре 1970 года в журнале Bessatsu Shojo Comic была опубликована её короткая манга In the Sunroom (яп. サンルームにて Санру:му ни тэ) — возможно, первая изданная работа в жанре сёнэн-ай. В этой манге впервые показан поцелуй между гомосексуальной парой.
В 1979 году она была награждена премией издательства Shogakukan за работы «Достичь Терры» и «Песня ветра и деревьев», а также престижной Seiun Award в категории «научно-фантастическая манга» за «Достичь Терры» в 1978 году. Такэмия считается одним из первых авторов, удачно работавших и над мангой для девушек, и над мангой для мальчиков. Многие её произведения были экранизированы в качестве аниме, в частности, «Достичь Терры» в 1980 и 2007 годах, Natsu e no Tobira в 1981 году, «Песня ветра и деревьев» в 1987 году.
С 2000 года преподаёт на факультете манги в киотском Университете Сэйка. В 2009 была членом жюри, отбиравшем номинантов Культурной премии Осаму Тэдзуки.